# Wróblin (województwo opolskie)
Wróblin (dodatkowa nazwa w j. niem. Fröbel, od 1938 Frauendorf, cz. Vrablín) – wieś w Polsce, położona w województwie opolskim, w powiecie prudnickim, w gminie Głogówek. Historycznie leży na Górnym Śląsku, na ziemi prudnickiej. Położona jest na terenie Doliny Górnej Straduni, będącej częścią Niziny Śląskiej. Przepływa przez nią rzeka Stradunia.
W latach 1975–1998 miejscowość należała administracyjnie do ówczesnego województwa opolskiego.
Według danych na 2011 wieś była zamieszkana przez 388 osób.
Częścią wsi jest Wyszków.

## Geografia

### Położenie
Wieś jest położona w południowo-zachodniej Polsce, w województwie opolskim, około 13 km od granicy z Czechami, w Dolinie Górnej Straduni, tuż przy granicy powiatu prudnickiego z powiatem kędzierzyńsko-kozielskim (gmina Pawłowiczki). Należy do Euroregionu Pradziad. Leży na terenie Nadleśnictwa Prudnik (obręb Prudnik). Przez granice administracyjne wsi przepływa rzeka Stradunia.

### Środowisko naturalne
We Wróblinie panuje klimat umiarkowany ciepły. Średnia temperatura roczna wynosi +8,4 °C. Duże zróżnicowanie dotyczy termicznych pór roku. Średnie roczne opady atmosferyczne w rejonie Wróblina wynoszą 632 mm. Dominują wiatry zachodnie.
| SIMC    | Nazwa         | Rodzaj    |
| ------- | ------------- | --------- |
| 0493994 | Młodziejowice | osada     |
| 0493988 | Wyszków       | część wsi |

## Nazwa
Nazwa miejscowości pochodzi od polskiej nazwy ptaka „wróbel”. Znaczenie nazwy wsi prezentuje topograficzny opis Górnego Śląska z 1865 roku notujący wieś pod niemiecką nazwą Fröbel i wywodząc ją z języka polskiego we fragmencie: „polnisch Wroblina, Sperlingsdorf”, czyli w tłumaczeniu na język polski „po polsku Wroblina, wieś wróbli”.
Miejscowość została wymieniona w łacińskim dokumencie z 1223 r. jako Wroblino. Wzmiankowana także w łacińskim dokumencie z 1228 roku wydanym przez Kazimierza I opolskiego, gdzie wymieniona jest w szeregu miejscowości założonych na prawie polskim iure polonico w zlatynizowanej, staropolskiej formie Wroblino. Później notowana także w 1234 r. – Vroblino, w 1283 r. Wroblino.
W 1295 r. w kronice łacińskiej Liber fundationis episcopatus Vratislaviensis (pol. Księga uposażeń biskupstwa wrocławskiego) miejscowość wymieniona jest jako Wroblin. Po raz pierwszy niemiecka nazwa została zapisana w 1419 r. jako Frobelin.
W 1896 r. polską nazwę Wróblin oraz niemiecką Fröbel wymienia śląski pisarz Konstanty Damrot. Damrot wymienia również starsze nazwy z łacińskich dokumentów z 1345 roku: Wroblin i Wroblino. Słownik geograficzny Królestwa Polskiego wydany w latach 1880–1906 wymienia miejscowość pod polską nazwą Wróblin oraz niemiecką Froebel. 15 marca 1947 r. nadano miejscowości polską nazwę Wróblin.

## Historia

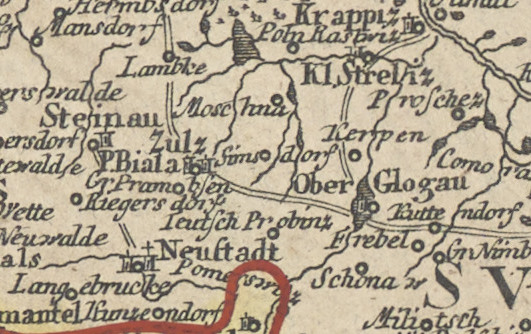
Wróblin (Frebel) wśród miejscowości ziemi prudnickiej na mapie z 1747

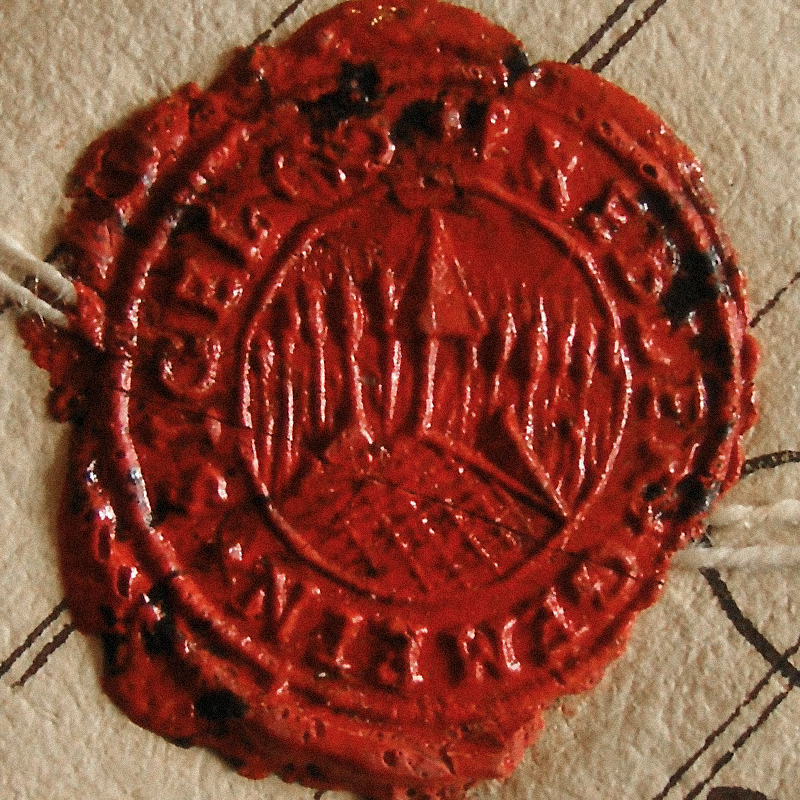
Pieczęć Wróblina (1722)

Wieś po raz pierwszy wzmiankowana była w dokumencie z 1175 pod nazwą Villa Martini. Przed 1534 gospodarstwo folwarczne znajdujące się we Wróblinie zostało opuszczone. Założono nowy folwark. Pierwsza wzmianka o miejscowym kościele św. Michała Archanioła pochodzi z 1664. Obecny kościół został wybudowany w 1855. Do 1742 wieś należała do powiatu sądowego głogóweckiego w Monarchii Habsburgów. Po I wojnie śląskiej znalazła się w granicach Królestwa Prus i weszła w skład powiatu prudnickiego w prowincji Śląsk.

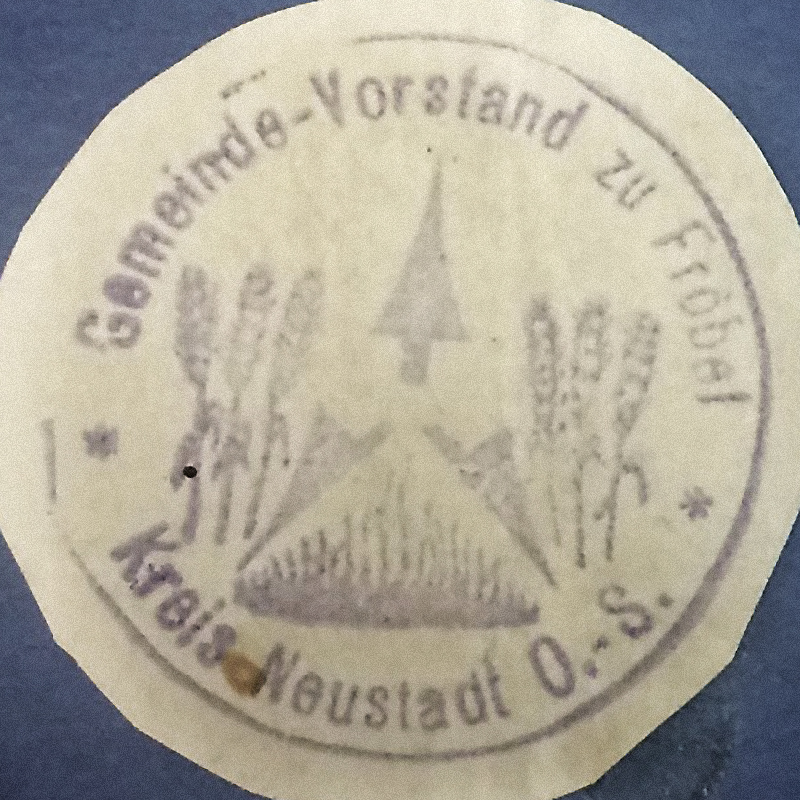
Pieczęć Wróblina (1911)

Wieś posiadała swoją własną pieczęć, która przedstawiała w polu trzy lemiesze w skos obok siebie, za nimi rosnące zboże, a w otoku napis: Gemeinde-Vorstand zu Fröbel / Kreis Neustadt O.-S. (pol. Gmina Wróblin / Powiat Prudnicki, Górny Śląsk). Według spisu ludności z 1 grudnia 1910, na 566 mieszkańców Wróblina 11 posługiwało się językiem niemieckim, 552 językiem polskim, a 3 było dwujęzycznych. W 1921 w zasięgu plebiscytu na Górnym Śląsku znalazła się tylko część powiatu prudnickiego. Wróblin znalazł się po stronie wschodniej, w obszarze objętym plebiscytem, jako siedziba jednego z dziewięciu w powiecie prudnickim obwodów wyborczych. We Wróblinie znajdował się niemiecki skład broni palnej, granatów i amunicji, wykryty przez Międzysojuszniczą Komisję Rządzącą i Plebiscytową. W styczniu 1921 w zorganizowanym we Wróblinie proniemieckim zgromadzeniu wzięło udział 167 osób, natomiast w polskim – 270. Do głosowania uprawnionych było we Wróblinie 470 osób, z czego 404, ok. 85,9%, stanowili mieszkańcy (w tym 400, ok. 85,1% całości, mieszkańcy urodzeni w miejscowości). Oddano 460 głosów (ok. 97,8% uprawnionych), w tym 460 (100%) ważnych; za Niemcami głosowało 354 osoby (ok. 76,9%), a za Polską 106 osób (ok. 23,1%).

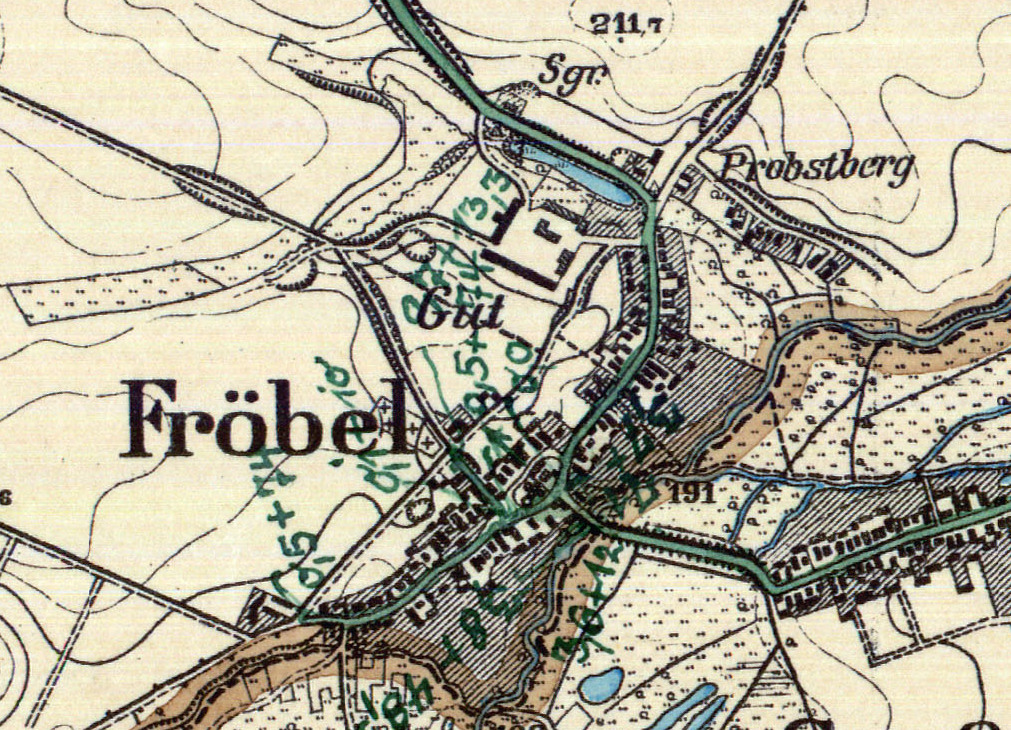
Wróblin na mapie z 1913

W latach 1945–1950 Wróblin należał do województwa śląskiego, a od 1950 do województwa opolskiego. W latach 1945–1954 wieś należała do gminy Biedrzychowice, a w latach 1954–1972 do gromady Biedrzychowice. Podlegała urzędowi pocztowemu w Głogówku.
Na początku lat 70. XX wieku proboszcz parafii Naczęsławice ks. Jerzy Kowalik założył we Wróblinie jedyną w Polsce wiejską orkiestrę symfoniczna „Symphonia Rusticana”. W 1998 Wróblin przystąpił do Programu Odnowy Wsi Opolskiej.

## Mieszkańcy
Miejscowość zamieszkiwana jest przez mniejszość niemiecką oraz Ślązaków. Mieszkańcy wsi posługują się gwarą prudnicką, będącą odmianą dialektu śląskiego.

### Liczba mieszkańców wsi
- 1871 – 540[34]
- 1885 – 558[35]
- 1905 – 561[36]
- 1910 – 566[37]
- 1933 – 826[38]
- 1939 – 841[38]
- 1966 – 600[39]
- 1998 – 515[40]
- 2002 – 456[40]
- 2009 – 407[40]
- 2011 – 388[40]
- 2013 – 380[41]

## Zabytki

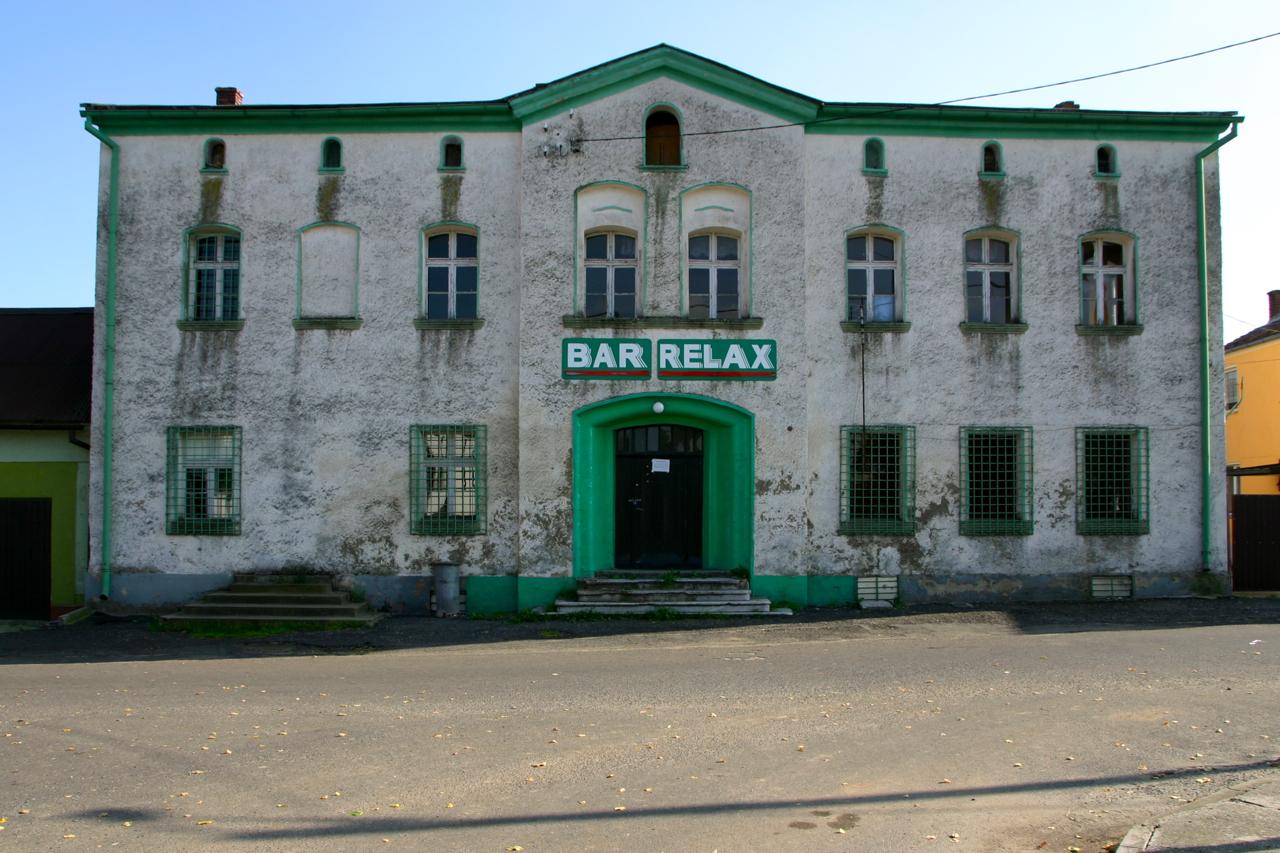
Bar, nr 76

Do wojewódzkiego rejestru zabytków wpisany jest:
- kościół parafialny pw. św. Michała Archanioła

Zgodnie z gminną ewidencją zabytków we Wróblinie chronione są:
- kapliczka św. Jana Nepomucena przy domu nr 72
- dom mieszkalno-gospodarczy nr 29
- dom mieszkalno-gospodarczy nr 31
- dom mieszkalno-gospodarczy nr 33
- dom mieszkalno-gospodarczy nr 34
- dom mieszkalno-gospodarczy nr 35A
- dom mieszkalno-gospodarczy nr 63
- gospoda, ob. bar, nr 76
- zespół budowlany nr 3–5–7–9–11–13–15–17

## Pomniki i obiekty upamiętniające
- Pomnik poległych w I i II wojnie światowej – pomnik przy drodze głównej we Wróblinie powstały w latach 20. XX wieku jako upamiętnienie mieszkańców wsi, którzy polegli w I wojnie światowej. Po II wojnie światowej został rozbudowany[44].
- Tablica upamiętniająca Jana Cybisa – tablica pamiątkowa na ścianie budynku nr 56 we Wróblinie, w którym urodził się artysta malarz Jan Cybis. Wmurowana w 1973. Na tablicy inskrypcja: „W tym domu urodził się 16 lutego 1897 roku Jan Cybis wybitny polski malarz. Tablicę wmurowano w pierwszą rocznicę jego śmierci w grudniu 1973 roku Opolskie Towarzystwo Kulturalno-Oświatowe”[45].

## Gospodarka
We Wróblinie siedzibę mają firmy Zakad Remontowo-Budowlany Siodlaczek Bernard i Usługi Budowlane Siodlaczek Tobiasz	, zrzeszone w Cechu Rzemieślników i Przedsiębiorców w Prudniku.

## Transport
W zarządzie Wydziału Drogownictwa Starostwa Powiatowego w Prudniku znajdują się drogi powiatowe: nr 1249O relacji Stare Kotkowice – Wróblin – Trawniki oraz nr 1265O relacji Kazimierz – Wróblin.
Wróblin posiada połączenia autobusowe z Głogówkiem, Kędzierzynem-Koźlem. We wsi znajdują się dwa przystanki autobusowe – „Wróblin”, „Wyszków”.

## Kultura
We Wróblinie działa Niemieckie Koło Przyjaźni (Deutscher Freundeskreis) – oddział terenowy Towarzystwa Społeczno-Kulturalnego Niemców na Śląsku Opolskim.

## Religia
We Wróblinie znajduje się katolicki kościół św. Michała Archanioła, który należy do parafii św. Stanisława Biskupa i Męczennika w Naczęsławicach (dekanat Gościęcin).

## Turystyka
Oddział PTTK „Sudetów Wschodnich” w Prudniku ustanowił turystyczną Odznakę Krajoznawczą Ziemi Prudnickiej, którą zdobywa się poprzez zwiedzenie odpowiedniej liczby obiektów w miejscowościach położonych na ziemi prudnickiej, w tym we Wróblinie.

## Bezpieczeństwo
W zakresie ochrony przeciwpożarowej oraz innych miejscowych zagrożeń we Wróblinie działa jednostka Ochotniczej Straży Pożarnej.
Miejscowość jest pod opieką dzielnicowego rejonu służbowego nr 11 Komendy Powiatowej Policji w Prudniku (Komisariat Policji w Głogówku).
Teren wsi, jak i całej gminy Głogówek, położony jest w strefie nadgranicznej w związku z czym Straż Graniczna dysponuje, na tym obszarze, specjalnymi kompetencjami w zakresie bezpieczeństwa. Gminę Głogówek obejmuje zasięgiem służbowym placówka Straży Granicznej w Opolu ze Śląskiego Oddziału SG.

## Ludzie związani z Wróblinem
- Jan Cybis (1897–1972) – malarz, pedagog, krytyk sztuki, urodzony we Wróblinie